# 木村松太郎
木村松太郎（きむら まつたろう）は浪曲の名跡。特に指定がない場合は初代を指す。

## 初代
初代 木村松太郎（きむら まつたろう、1898年（明治31年）12月19日 - 1985年（昭和60年）11月25日）は浪曲師。東京市本所区出身。本名は江本正男。
挽物師の息子に生まれ、小学校3年を修了すると日本橋の雑貨商に奉公し、使いの行き帰りに聞こえてきた吉田奈良丸や桃中軒雲右衛門のレコードの声を聞き、浪曲に惹き込まれる。1913年（大正2年）、15歳の時に初代木村重松に弟子入りし「咲松」から大正7年に「松太郎」。大正9年に兵役に服し、2年で除隊。1924年（大正13年）に新宿末廣亭で看板披露。新内・清元を駆使した関東節で寄席での人気を集め、「芝浜の皮財布」「国定忠治」「子はかすがい」などを得意とした。端物は「鼠小僧」「祐天吉松」「小政」「国定」「小猿七之助」。重松節を小味にして、適当に関西節を加え、小さいがまとまった行儀のいい芸であった。他に得意は師匠ゆずりの「慶安太平記」「豊川利生記」に金襖では「太閤記槍試合」「義士楠屋勢揃い」。1965年（昭和40年）、浪曲生活50年を区切りに引退していた。が5年後、立川談志の願いを聞いて三味線無しの浪曲漫談を目黒演芸場で演じたところ、それを聞きつけた昔のファンが「松太郎を奇行会（聴こうかい）」を結成、76歳で舞台復帰。1984年（昭和59年）まで関西の広沢瓢右衛門と二人会を開いていた（木馬亭など）。
門下に、晩年の弟子として10歳で入門後に大学生まで活動、教師から結婚・子育ての後に近年復帰し、現在唯一の木村派（重松の系統、重友の系統はほぼ消滅）となった木村勝千代（本名：田中瑞穂、1967年（昭和42年） - )。

## 二代目
二代目 木村松太郎（きむら まつたろう、1922年9月11日 - 2002年5月16日）は浪曲師。本名は秋山喜三郎。埼玉県出身。
木村忠友、木村忠敬、三代目木村重好を経て、1995年に二代目木村松太郎を襲名した。